# Maliarpha brunnella
Maliarpha brunnella is een vlinder uit de familie snuitmotten (Pyralidae). De wetenschappelijke naam van deze soort is voor het eerst geldig gepubliceerd in 1997 door Cook.
De soort komt voor in tropisch Afrika.